# František Hlaváček (poslanec)
František Hlaváček (4. září 1886 – 29. března 1945) byl československý politik a meziválečný poslanec Národního shromáždění za Československou stranu socialistickou a Československou sociálně demokratickou stranu dělnickou.

## Biografie
Podle údajů k roku 1919 byl kovodělníkem bytem v VIII. pražském obvodě, Boleslavova 357, k roku 1922 byl profesí továrním dělníkem v Praze, k roku 1923 tajemníkem svazu zem. a st. zřízenců, k roku 1927 taj. obec., veř. a státních zam. bytem v VIII. pražském obvodě, U Svobodárny 1063, k roku 1938 pak soustružníkem kovu a tajemníkem Svazu obec. a veřej. zaměstnanců bytem v VIII. pražském obvodě, Na Rokosce 1366.
Po parlamentních volbách v roce 1920 získal za Československou stranu socialistickou mandát v Národním shromáždění. Mandát získal ovšem až dodatečně roku 1922 jako náhradník poté, co zemřel poslanec Josef Pšenička, kde se ale stal členem poslaneckého klubu sociální demokracie. V roce 1923 byla ale verifikace jeho mandátu rozhodnutím volebního soudu zrušena a místo něj nastoupil do poslaneckého křesla Hugo Bergmann.
Byl rovněž aktivní na komunální scéně, když byl do pražského zastupitelstva zvolen v komunálních volbách v roce 1919 na kandidátní listině koalice Československé strany socialistické a České strany pokrokové, v komunálních volbách v roce 1923, komunálních volbách v roce 1927, komunálních volbách v roce 1931 a komunálních volbách v roce 1938 pak na kandidátní listině Československé sociálně demokratické strany dělnické.